# AJS Mutsamudu
El AJSM es un equipo de fútbol de Comoros que milita en la Segunda División de las Comoras, la segunda liga de fútbol más importante del país.

## Historia
Fue fundado en la ciudad de Mutsamudu y forman parte de la Liga Regional de Anjouan, liga que han ganado en una ocasión en el año 2006, siendo la única participación del club en la fase nacional de la Primera División de las Comoras, en la cual fueron los campeones. También han sido campeones de copa en una ocasión en la temporada 2008/09, en la cual vencieron en la final al Gombessa Sport 1-0.
A nivel internacional han participado en un torneo continental, en la Liga de Campeones de la CAF 2007, en la cual fueron eliminados en la ronda preliminar por el Young Africans SC de Tanzania.

## Palmarés
- Primera División de las Comoras: 1

2006
- Liga Regional de Anjouan; 1

2006
- Copa de las Comoras: 1

2008/09

## Participación en competiciones de la CAF
| Temporada | Torneo                      | Ronda      | Club              | Casa | Visita | Global |
| --------- | --------------------------- | ---------- | ----------------- | ---- | ------ | ------ |
| 2007      | Liga de Campeones de la CAF | Preliminar | Young Africans SC | N/A  | 1-5    | 1-51   |

1- La serie se jugó a un partido debido a que el estadio del AJSM no cumplía con los requerimientos solicitados por la CAF.

## Jugadores destacados
- Fedéral